# グレース・クーリッジ
グレース・アンナ・クーリッジ（Grace Anna Coolidge、1879年1月3日 - 1957年7月8日）は、アメリカ合衆国第32代大統領カルビン・クーリッジの妻（ファーストレディ）である。

## 若年期
グレース・アンナ・グッドヒュー(Grace Anna Goodhue)として、バーモント州バーリントンで1979年1月3日に生まれた。父アンドリュー・アイザックラー・グッドヒュー(Andrew Issaclar Goodhue)、母レミラ・バレット・グッドヒュー(Lemira Barrett Goodhue)の唯一の子供だった。イングランドからの移民の末裔である。父アンドリューはキリスト教会の執事であり、1887年にグロバー・クリーブランド大統領からシャンプレーン湖輸送会社の蒸気船検査官に任命された。母レミラは専業主婦で、グレースに編み物、料理、掃除、ガーデニングなどの家事のやり方を教えた。
5歳の時からバーリントンの公立学校で教育を受け始め、バーリントン公立グラマースクールに入学した。この時期に音楽に興味を持ち、ピアノの個人レッスンを受けた。1893年にバーリントン高校に入学し、ラテン語、フランス語のほか、地質学、生物学、化学を学んだ。また、演説法の個人レッスンを受けた。1898年にバーモント大学に入学し、1902年に卒業した。クーリッジは4年制大学の学士号を保有する初のファーストレディである。大学卒業後、聴覚障害の子供の教育に従事していた幼馴染に触発されて、読唇術を学び、1902年から1904年までクラーク聾学校で子供たちに読唇術によるコミュニケーションを教えた。それ以来、聴覚障害者のための活動はグレースのライフワークとなった。

## 結婚
大学在学中、グレースは何人かの男性と交際した。その中でも、フランク・ジョイナーとは結婚まで考えていた。しかし、1903年に新進気鋭の弁護士カルビン・クーリッジと出会い、ジョイナーとは別れた。1905年の夏、カルビンはグレースにプロポーズし、グレースは快諾した。しかし、グレースの母レミラは結婚に反対し、あらゆる手を使って結婚式の引き伸ばしを図った。カルビンが義母と和解することはなかったが、後にレミラは、カルビンが政治的に成功したのはグレースのおかげだと主張するようになった。2人は1905年10月4日に、バーリントンにあるグレースの実家で簡素な結婚式を行った。この家は1993年にシャンプレーン大学によって修復され、現在は「クーリッジ・ハウス」と呼ばれている。モントリオールで1週間の新婚旅行をした後、マサチューセッツ州ノーサンプトンで新婚生活を始め、現在カルビン・クーリッジ・ハウスと呼ばれている家に1930年まで住んでいた。2人の間には、ジョン（1906年 - 2000年）とカルビン（1908年 - 1924年）という2人の息子がいた。
1907年にカルビンはマサチューセッツ州議会議員に選出され、政治家としてのキャリアをスタートさせた。その後、1916年から1919年までマサチューセッツ州副知事、1919年から1921年までマサチューセッツ州知事を務めた。夫がこれらの公職に就いている間、グレースが公の場に姿を現すことはほとんどなかった。グレースは州都ボストンには移らず、子供たちとノーサンプトンの自宅に残った。
カルビンは1920年の大統領選挙でウォレン・ハーディングのランニングメイト（副大統領候補）となり、当選して1921年3月に副大統領となった。一家はワシントンD.C.に移り、ウィラード・ホテルに住んだ。アメリカ合衆国のセカンドレディとなったグレースは、ワシントンの社交界に飛び込み、すぐにワシントンで最も人気のある女性となった。グレースは、女性の権利など当時の政治問題について発言することはせず、赤十字や訪問看護協会などの団体の支援に専念した。

## ファーストレディ
1923年8月2日にハーディング大統領が遊説先で急死し、副大統領のカルビン・クーリッジが大統領に就任、グレースはアメリカ合衆国のファーストレディとなった。グレースは、夫の希望通り、「気取らず、威厳のある」ファーストレディとしてワシントンの社交界で振る舞った。ファーストレディになっても、グレースの社交界での人気は変わらなった。グレースは、ファーストレディとして初めて、ニュース映画で話をした。1924年、まだ10代の息子カルビンが敗血症で不慮の死を遂げ、グレースは国民の同情を集めた。家族の死の後に表舞台から姿を消した他のファーストレディとは異なり、グレースはその数か月後にファーストレディとしての職務を再開した。
カルビンとグレースは国家の問題について話をすることはなかった。カルビンが1928年の大統領選挙に出馬しないということも、記者会見で発表されるまでグレースは知らなかった。

## その後と死去
カルビンは自伝の中でグレースについて、「約半世紀の間、彼女は私の弱さを支えてくれた。私は、彼女の恩寵(graces)に恵まれた」と述べた。
大統領退任後、夫妻はノーサンプトンに、それまでの家よりも大きな敷地のある邸宅「ザ・ビーチズ」を購入した。1933年1月5日、カルビンは心臓発作により60歳で急死した。夫の死後も、グレースは聴覚障害者のための活動を続けた。第二次世界大戦が始まると、グレースはノーサンプトンのユダヤ人難民を支援する委員会に参加し、自宅をWAVESのために提供した。
1957年7月8日に自宅において心臓病で死去した。遺体はバーモント州プリマスのプリマスノッチ墓地に夫とともに埋葬された
。